# Napoléon Joseph Hugues Maret, duc de Bassano

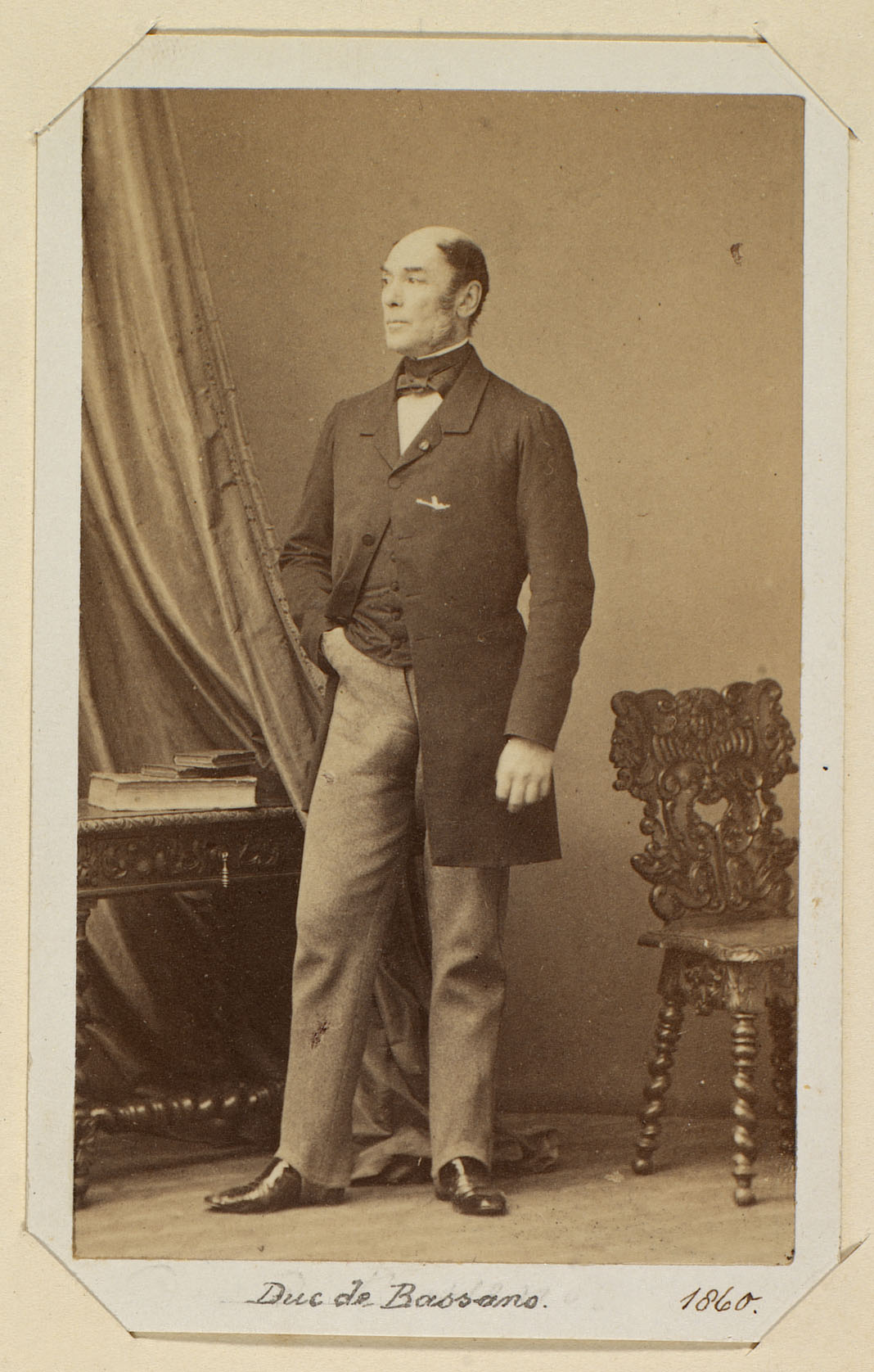
Napoléon Joseph Hugues Maret, duc de Bassano

Napoléon Joseph Hugues Maret, duc de Bassano, (* Paris 3. Juli 1803; † Paris 21. Mai 1898) war ein französischer Politiker und Diplomat.
Er war der Sohn des französischen Diplomaten und späteren Außenministers Hugues-Bernard Maret, duc de Bassano. Der 1809 in der noblesse impériale  verliehene Titel erinnert an den Sieg Napoleons I. in der Schlacht bei Bassano (Bassano del Grappa in Venetien) im Jahr 1796.

## Karriere
1835 wurde Napoléon Joseph Hugues von Louis-Philippe I. als Herzog von Bassano anerkannt und Attaché, dann Sekretär bei der französischen Botschaft in Brüssel. Nach der Februarrevolution von 1848 wurde er jedoch abberufen. Er trat zur bonapartistischen Partei über, und wurde, nachdem er 1849 das Amt des Kriegsministers ablehnte, außerordentlicher Gesandter und bevollmächtigter Minister Frankreichs am badischen, und 1851 am belgischen Hof und 1853 bis 1870 Senator und Großkammerherr Napoleons III.

## Ehrungen und Auszeichnungen
- 1854 Großkreuz des Ordens vom Zähringer Löwen mit Brillanten

## Weblink
- Kurzbiographie in geneanet.org

| Personendaten    | Personendaten                                 |
| ---------------- | --------------------------------------------- |
| NAME             | Bassano, Napoléon Joseph Hugues Maret, Duc de |
| ALTERNATIVNAMEN  | Maret, Napoléon Joseph Hugues                 |
| KURZBESCHREIBUNG | französischer Politiker und Diplomat          |
| GEBURTSDATUM     | 3. Juli 1803                                  |
| GEBURTSORT       | Paris                                         |
| STERBEDATUM      | 21. Mai 1898                                  |
| STERBEORT        | Paris                                         |